# Петак тринаести 7: Нова крв
Петак тринаести 7: Нова крв (енгл. Friday the 13th Part VII: The New Blood) је амерички хорор филм из 1988. у режији Џона Карла Биклера, у коме се Џејсон поново враћа у улогу убице, тако што га девојка са телекинетичким моћима, Тина Шепард, грешком извуче са дна Кристалног језера, на ком је завршио на крају претходног дела, Петак тринаести 6: Џејсон живи. У главним улогама су Лар Парк Линкон, као Тина Шепард и Кејн Ходер, који се по први пут нашао у улози Џејсона Ворхиса, а вратио се у исту улогу у наредна три филма.
Филм је првобитно замишљен као Фреди против Џејсона, али пошто је пројекат пао у воду због несугласица између компанија Њу лајн синема и Парамаунт пикчерс, режисер је хтео да публици да једну верзију Кери против Џејсона, у чему је и успео, пошто главна јунакиња, Тина дели исту животну причу са јунакињом Стивена Кинга, Кери Вајт, само носи друго име.
Филм је добио нешто лошију оцену на IMDb-у од свог претходника, али је доста омиљен код публике, поготово последњи део у коме долази до борбе до смрти између Тине и Џејсона, девојке која када се нађе у опасности може готово све да уради својим телкинетичким моћима и незаустављиве машине за убијање, која неће умрети шта год да јој урадите.

## Радња
Након што види како њен отац у алкохолисаном стању ошамари њену мајку, мала Тина Шепард покуша да побегне од хаоса код куће и одвезе се моторним чамцем насред Кристалног језера. Када њен отац Џон крене за њом у покушају да је заустави, Тинине претходно успаване телекинетичке способности дођу до изражаја, те она случајно уништи дрвени док на којем стоји њен отац, услед чега он падне у језеро и удави се.
Годинама касније тинејџерка Тина се и даље бори са грижом савести због очеве смрти. Њена мајка Аманда је довезе у исту кућу на језеру као део третмана од стране њеног психијатра, др Круза. Круз отпочне серију експеримената (вербалних насртаја) дизајнираних да узбуде Тинино ментално стање, терајући њене моћи да дођу до изражаја. У стварности, он само покушава да експлоатише њену телекинезу. Након једног посебно узнемирујућег састанка са др Крузом, Тина истрчи из куће и оде на пристаниште мислећи на очеву смрт. Док мисли на њега, она пожели да он може да се врати. Њене моћи нежељено пробуде масовног убицу Џејсона Ворхиса, који је пре много година усидрен ланцем на дну Кристалног језера, те он искочи из воде да почини још један убилачки пир.
У комшилуку, поред куће Шепардових, налази се група тинејџера који организују рођенданску журку изненађења за свог пријатеља Мајкла. Групу чине Мајклов рођак Ник, Расел и његова девојка Сандра, Бен и његова девојка Кејт, писац научне фантастике у покушају Еди, зависник од марихуане Дејвид, живахна Робин, стидљива Меди и снобовска богаташица Мелиса. Ник, који је дошао само због Мајкла, заљуби се у Тину на први поглед, што разљути Мелису, која је још на почетку била бацила око на њега. Мелиса покушава да растави Ника и Тину, отишавши толико далеко да пољуби Едија и оде с њим у спаваћу собу на спрату, не би ли учинила Ника љубоморним - али јој се шеме изјалове, осим што емотивно повреди Едија. Тина упозори Ника на Џејсона, пошто је имала привиђење како он убија Мајкла. У међувремену Џејсон заиста убије слављеника Мајкла и његову девојку Џејн, који су наставили пешице ка језеру пошто им се аутомобил покварио на путу, а касније убије још један пар који је камповао у шуми.
Када Тина оде са Ником да пронађе своју мајку, Џејсон побије остале тинејџере једног по једног. Расел и Сандра оду на језеро на пливање. Док се Сандра купа гола, Расел је убијен на обали. Сандра открије његов леш пре него што је повучена под воду и удављена. Меди оде да потражи Дејвида, али нађе Раселово тело. Она се сакрије у шупу, али је Џејсон нађе и убије српом. Џејсон затим убије Бена смрскавши му лобању, а потом и Кејт, забивши јој рођенданску трубицу у око. У кући Џејсон прободе Дејвида кухињским ножем и прекоље Едија. На спрату Робин нађе Дејвидову одрубљену главу и бачена је кроз прозор у смрт. Када Џејсон нападне др Круза, он се накратко спасе употребивши Аманду као људски штит, али га Џејсон на крају убије циркуларним тримером. Тина убрзо затим нађе тело своје мајке и употреби своје моћи да погуби Џејсона струјом са бандере и сруши надстрешницу своје куће на њега. Када Ник и Тина покушају да саопште Мелиси шта се догодило, она их сматра лудима и покуша да оде, али је Џејсон убије секиром у лице.
Ник покуша да се супротстави Џејсону, али је брзо савладан. Тина ослободи своје моћи, расцепивши Џејсонову маску, те се ужасне видевши његово деформисано лице. Тина у подруму употреби своје моћи да попрска Џејсона бензином и усмери ватру из фуруне на њега, изазвавши пожар. Ник дође себи у последњем тренутку, те он и Тина побегну из куће на дрвени док, у ком тренутку експлозија разнесе кућу Шепардових. Џејсон, који је преживео експлозију, појави се на доку, а Ник испали читав шаржер из пиштоља у њега, али узалуд. У последњем тренутку Тина уз помоћ својих моћи накратко оживи леш свога оца, који се дигне из језера и повуче Џејсона са собом у дубину језера, везавши серијског убицу ланцем натраг за дно језера.
Наредног јутра Тина и Ник одвезени су у возилу хитне помоћи док ватрогасци гасе остатке пожара, ком приликом један од њих нађе Џејсонову сломљену маску у рушевинама.

## Улоге
| Глумац                | Улога            |
| --------------------- | ---------------- |
| Лар Парк Линкон       | Тина Шепард      |
| Кејн Ходер            | Џејсон Вoрхис    |
| Кевин Блер            | Ник              |
| Сузан Џенифер Саливен | Мелиса           |
| Сузан Блу             | Аманда Шепард    |
| Тери Кајзер           | др Круз          |
| Елизабет Кејтан       | Робин            |
| Џон Ренфилд           | Дејвид           |
| Дајана Бароуз         | Меди             |
| Хејди Козак           | Сандра           |
| Џеф Бенет             | Еди              |
| Лари Кокс             | Расел            |
| Дајана Алмејда        | Кејт             |
| Крејг Томас           | Бен              |
| Вилијам Батлер        | Мајкл            |
| Стејси Грисон         | Џејн             |
| Џон Отрин             | Џон Шепард       |
| Џенифер Банко         | мала Тина Шепард |

## Музика
Пошто је Хари Манфредини, који је у целости компоновао музику за претходних шест филмова, у време снимања био заузет компоновањем музике за филм Подводна платформа шест (енгл. DeepStar Six), Парамаунт пикчерс је ангажовао канадског филмског и ТВ композитора Фреда Молина, који им је већ био при руци компонујући музику за истоимену, али радњом неповезану ТВ серију од 1987. Поред Молинових, у филму су коришћене и старе Манфрединијеве теме из претходних наставака. Манфрединијеве теме прате сцене убистава, док Молинове прате сцене телекинезе.
Од музичких нумера, у сценама рођенданске журке коришћено је пет песама канадског поп-рок бенда FM (Magic (in Your Eyes), Dream Girl, I'm Not Mad (Ready for the World, Take the Time to Dream и The Real Thing, са албума Tonight), три песме Стена Мајснера (Heart of Ice, Coming out of Nowhere, са албума Windows to Light, и Can't Look Back) и једна песма канадског рок бенда Eye Eye (The Essence of You, са албума Just in Time to Be Late).

## Цензура
У Уједињеном Краљевству једна сцена убиства (убиство Сандре) са јасно видљивом голотињом је накнадно скраћена за неколико секунди, али је и поред тога филм у тој земљи забрањен за млађе од 18 година. Нескраћена верзија у тој земљи доступна је искључиво на ДВД и Блу-реј издањима.